# Epicauta zebra
Epicauta zebra es una especie de coleóptero de la familia Meloidae.

## Distribución geográfica
Habita en Argentina y Paraguay.